# Melicharella planifrons
Melicharella planifrons är en insektsart som beskrevs av Melichar 1902. Melicharella planifrons ingår i släktet Melicharella och familjen dvärgstritar. Inga underarter finns listade i Catalogue of Life.